# Lantlôs
Lantlôs ist eine deutsche Metal-Band, die 2005 von Markus „Herbst“ Siegenhort gegründet wurde.

## Konzept
Markus „Herbst“ Siegenhort fungiert als alleiniger Songschreiber für Lantlôs. Das musikalische und lyrische Konzept der Band geht auf seine als Derealisation bezeichnete Ich-Störung zurück. Siegenhort, welcher bis zur Veröffentlichung von .neon lernte, die Störung zu handhaben, beschreibt die Wahrnehmung unter dieser Störung als „irreal“ und als „ein seltsames, entrücktes Gefühl, das man nicht kontrollieren kann.“

„Irgendwann fragt man sich, was man ist, warum man hier ist, was um einen herum ist. Das sind Fragen, die allgegenwärtig sind, nicht nur während einer philosophischen Stunde. Sobald ich etwas sehe, frage ich mich, ob das wirklich da ist oder nicht. Wenn dieses Gefühl, diese Gedanken, normal werden, dann wird man zwangsläufig nihilistischer, weil man alles hinterfragt.“

Auch der Bandname geht auf diese Störung zurück. Durch den Verlust des Bezuges zur Realität fühle Herbst sich dauerhaft land- beziehungsweise heimatlos.

## Geschichte

### Îsern HimelundLantlôs
Lantlôs wurde 2005 von den Jugendfreunden Markus „Herbst“ Siegenhort und „Anggrau“ als zuerst namenloses, musikalisch vom Black Metal geprägtes, Bandprojekt gegründet. Zu Beginn agierten Herbst und Anggrau rein instrumental, da keiner von beiden bereit war, den Gesang zu übernehmen. 2005 nahmen Lantlôs das erste Stück An jedem grauen Morgen auf, das Ergebnis begeisterte beide Musiker, woraufhin mit beinah jedem weiteren Treffen ein weiterer Titel entstand. Das fertige Material spielten Herbst und Anggrau, welche die Band vorübergehend „Mitsommerregen“ nannten, in zwei Tagen im Proberaum ein. Die Texte gingen alle auf Herbst zurück, der das Schreiben der Liedtexte des Debüts als eine Qual beschreibt. Die Texte des Demos entstanden hingegen spontan im Proberaum und wurden direkt von Herbst eingesungen.
Noch vor dem ersten offiziellen Release von Lantlôs beteiligte sich Herbst als Schlagzeuger in der Band Líam, deren erste beiden EPs My Journey to the Sky und Two Years and a Fragment 2007 und 2008 noch vor dem Debüt der Band Lantlôs erschienen. Während ihre Demoaufnahme allein auf Anggrau und Herbst zurückgeht, beteiligte sich am Debüt der Eïs-Sänger Florian „Alboin“ D., welchen Herbst über einen Bekannten kennengelernt hatte, als Sessionmusiker.
Aus unterschiedlichen Ansichten bezüglich der musikalischen Ausrichtung der Band, die in einer erfolglosen Sitzung für den abschließenden Mix des Debüts mündete, trennte sich Herbst noch vor der Veröffentlichung von Anggrau und Alboin.

### .neon

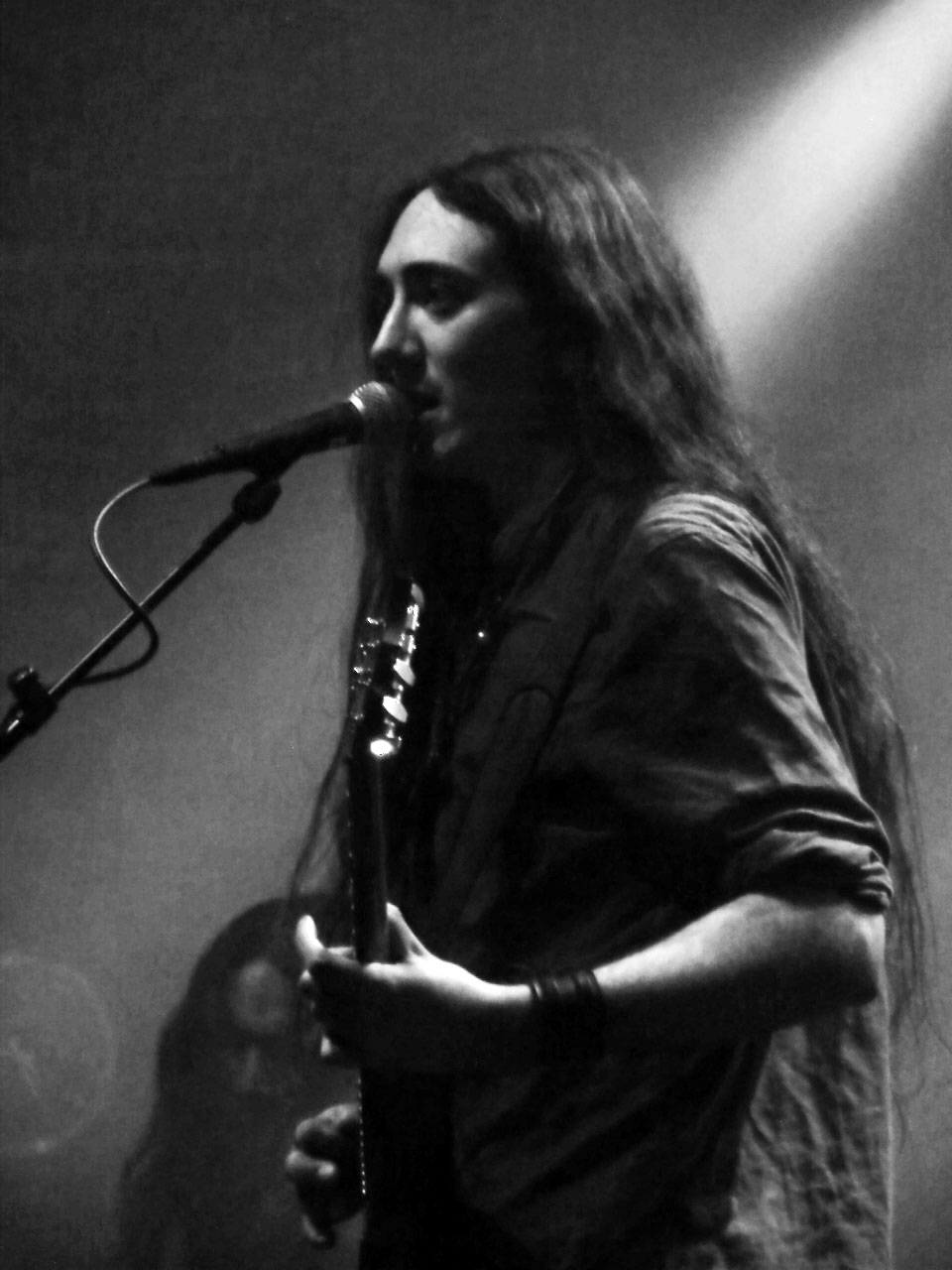
Stéphane „Neige“ Paut

An die Stelle des Sängers trat Stéphane „Neige“ Paut von Alcest und Amesoeurs. Nachdem Herbst, Alboin und Anggrau die Aufnahmen für das Debüt abgeschlossen hatten, nahm Herbst Kontakt mit Fursy Teyssier auf. Teyssier, der als Gitarrist für Amesoeurs tätig war, zeichnete ebenso für das Artwork der Band verantwortlich und hatte der EP Ruines Humaines eine Internetadresse angefügt. Auf der Suche nach einem zu Lantlôs passendem künstlerischen Konzept wandte sich Herbst daher an Teyssier, welcher nicht nur das Artwork von Lantlôs und .neon übernahm, sondern ebenfalls die Hörproben an Neige weitergab. In der darauf folgenden Zeit kam es zu einer regen Internetkorrespondenz sowie persönlichen Treffen, welche letztendlich dazu führten, dass Neige vorerst den Gesang übernahm.
Herbst erläuterte die Zusammenarbeit in einer ähnlichen Vita und ebenso entsprechenden Erfahrungen aus einer Ich-Störung.

„Ich hatte früher ja dieses Derealisations-Ding und er kannte das halt auch. Vorher hatte ich noch nie einen Menschen getroffen, der das auch so kannte. Wir konnten unsere Sätze vervollständigen. Und deshalb haben wir auch Musik zusammen gemacht. Ich bin in der Zeit davor von Arzt zu Arzt gerannt und keiner konnte mir dabei helfen, bis ich auf einmal diese Dudes aus Frankreich getroffen habe, die das so präzise formulieren konnten. Daher kam diese spezielle Beziehung zwischen uns zustanden und darum ist unsere Musik auch ähnlich.“

Mit Neige als Sänger wurden die dem Blackgaze zugerechneten Alben .neon und Agape produziert. Über eine Jugendbekanntschaft, die sich aus einem Fanbrief an Prophecy Productions hinsichtlich Dornenreich ergeben hatte, kam es nach dem Debüt zu einer Kooperation mit Prophecy Productions, für welche Herbst seither beruflich tätig ist. .neon, welches bereits kurz nach der Veröffentlichung des Debütalbums entstanden war, wurde jedoch erst ein Jahr nach der Fertigstellung vermarktet, da Herbst für Lantlôs einen Label-Wechsel anstrebte. In dieser Zeit kam es zu einem Konflikt zwischen der bisherigen Vertriebsfirma Aeternitas Tenebrarum Musicae Fundamentum und Prophecy Productions, welche mit .neon als neues Label fungieren sollten.

### Agape
Für Agape nahm Herbst erstmals den Schlagzeuger Felix Wylezik hinzu, da er selbst aufgrund einer chronischen Sehnenscheidenentzündung nicht mehr in der Lage war, das Instrument schmerzfrei einzuspielen. Während Herbst und Neige das Tonmaterial für .neon einander noch online zukommen ließen und Herbst alles zum Ende der Produktion abmischte, trafen sich beide für Agape, übernachteten gemeinsam in Herbsts Elternhaus und nahmen das Album auf.

### Melting Sun
Das Songwriting zu Melting Sun blieb trotz einer ersten vollständigen Bandbesetzung weiterhin die vornehmliche Aufgabe von Herbst, derweil der Schlagzeuger Felix Wylezik sich an der abschließenden Produktion beteiligte und so auch erste Ideen von Bandmitgliedern in den Klang von Lantlôs einflossen.

## Stil
Die 2008 als Îsern Himel veröffentlichten Demo-Aufnahmen sowie das im selben Jahr erschienene selbstbetitelte Debütalbum beschäftigen sich im Rahmen des Realitätsverlustes und Fremdheitsgefühls und der daraus resultierenden Isolation mit überwiegend urbanen Thema. Stilistisch standen Îsern Himel und Lantlôs noch dem Black Metal nah, ohne diesem inhaltlich zu entsprechen. Herbst bezeichnete das Album Lantlôs im Nachhinein als seine emotional persönlichste Veröffentlichung, zu welcher er keine näheren Angaben geben mag.
Auch .neon beschäftigte sich mit dem Thema der Derealisation und hat „die Diskrepanz zwischen menschlichem Kern und Aussenwelt[sic!]“ als inhaltlichen Leitfaden. Die Schreibweise des Albumtitels sowie der Punkt vor dem Wort sollen kalt und steril wirken. Der Albumtitel entspricht dabei dem grundlegenden Konzept und geht auf eine extreme Derealisationserfahrung zurück.

„[I]ch war abends unterwegs und war im totalen Delirium, bin umhergeirrt und wusste nicht wohin, wo ich war, was ich bin, warum und war einfach komplett desorientiert. Alles was ich wahrgenommen habe, war in mir drinnen und ein paar Neonlichter und Farben.“

Der Titel des dritten Albums geht auf das altgriechische Wort agape für die nicht-körperliche Liebe zurück. Herbst erklärt den Titel und das gesamte Albumkonzept als Erweiterung des bisherigen Bandkonzeptes.

„[I]n den Texten und den Thematiken geht es immer um Gestalten, die im Müll und Dreck leben, postapokalyptischen Szenarien quasi, und die verlieren eben ihren Verstand aufgrund der fehlenden Zuneigung von Leuten. Das ist dann auch der Bezug zum Albumtitel: Sie haben ein so starkes Bedürfnis nach Liebe und Zuneigung und Wärme, dass sie ihre äußere Umwelt vergessen, und sich in Wahnvorstellungen verlieren…“

Zu den Aufnahmen von Melting Sun trennte sich Herbst freundschaftlich von Neige, um Lantlôs von den Wurzeln im Black Metal zu emanzipieren. Auf Melting Sun übernimmt er selbst den gesamten Gesang und verzichtet auf den typischen Keifgesang. Auch weitere Stilelemente des Black Metal wurden stark reduziert. Darüber hinaus verschob sich mit Melting Sun das Bandkonzept, nachdem Herbst seine Ich-Störung überwunden hatte.
Er erklärte, dass der Grundgedanke, sich zu produzieren, bestehen blieb, während sich der Themenkomplex aufgrund des veränderten Innenlebens verschoben habe.

„Ich steigere mich da unheimlich rein, in das, was in mir vorgeht und daraus entsteht irgendwann ein Song. Nur das, was mich bewegt, hat sich verändert.“

## Diskografie
- 2008: Îsern Himel (Demo, CDR, Eigenvertrieb) Limitiert auf 36 Exemplare.
- 2008: Lantlôs (Album, CD/LP/MC, Aeternitas Tenebrarum Musicae Fundamentum)
- 2010: .neon (Album, CD/LP, Lupus Lounge / Prophecy Productions)
- 2011: Agape (Album, CD/LP, Lupus Lounge / Prophecy Productions)
- 2014: Melting Sun I: Azure Chimes (Single, Prophecy Productions)
- 2014: Melting Sun (Album, CD/LP, Prophecy Productions)
- 2021: Wildhund (Album, CD/LP, Prophecy Productions)